# 町田彰一郎
町田彰一郎（まちだ しょういちろう、1941年- ）は、日本の算数・数学教育学者、埼玉大学名誉教授。

## 人物・来歴
東京生まれ、埼玉県在住。1965年東京教育大学卒、1971年慶応義塾大学大学院修士課程修了（工学修士）。65年東京教育大学附属高等学校教諭、1967年和光大学人文学部助手、1974年埼玉大学教育学部講師、76年助教授、91年教授、94年東京学芸大学連合大学院教授兼任、99-2002年埼玉大学教育学部附属小学校校長、2005年埼玉大学を定年退任、名誉教授、文教大学教育学部教授。

## 著書
- 『確率と統計』 (中学生の数学 国土社, 1972.8
- 『確率の目』 (中学生の数学ライブラリー 岩崎書店, 1978.8
- 『影の幾何』 (中学生の数学ライブラリー  岩崎書店, 1979.4
- 『ぼくらのパソコン・ライブラリー 8 ロゴであそぼう』岩崎書店, 1990.3
- 『算数であそぼう 7コンピュータのしくみ』長嶺太 絵. 岩崎書店, 1994.4
- 『数のマジック』 (パソコンでゲームをつくろう) 岩崎書店, 1995.3
- 『算数であそぼう 16 パソコン ロゴと花子』長嶺太 絵. 岩崎書店, 1995.4
- 『なぜ、その人は「計算」が「速い」のか?』東洋館出版社, 2006.8
- 『日本の『数学教育』の源流を探る 21世紀の変容を乗り越える「教育」のために』創英社/三省堂書店, 2016.8

### 共編著
- 『法則・公式・定理雑学事典 これならわかる・面白い・応用できる』藤井清共著. 日本実業出版社, 1983.12
- 『パソコンと数学教育 その利用と限界』 (教育とパソコンシリーズ) 編著. みずうみ書房, 1984.3
- 『教材ソフトと実践事例 基礎編』 (パソコンと授業シリーズ 編. ホープクリエイト, 1988.2
- 『教材ソフトと実践事例 算数・数学編』 (パソコンと授業シリーズ 編著. ホープクリエイト, 1988.7
- 『教材ソフトと実践事例 入門編 (パソコンと授業シリーズ 編著. ホープクリエイト, 1988.9
- 『ぼくらのパソコン・ライブラリー 11  パソコン通信』恩田和彦共著 岩崎書店, 1990.3
- 『ぼくらのパソコン・ライブラリー 12  英語を楽しもう』栗原秀幸共著 岩崎書店, 1990.3
- 『ぼくらのパソコン・ライブラリー 9 ゲームをつくろう』町田彰一郎 [ほか]著 岩崎書店, 1990.3

## 論文
- <町田彰一郎